# Krokflotjärnen
Krokflotjärnen är en sjö i Bräcke kommun i Jämtland och ingår i Ljungans huvudavrinningsområde. Sjön har en area på 0,0488 kvadratkilometer och ligger 343,8 meter över havet.

## Delavrinningsområde
Krokflotjärnen ingår i det delavrinningsområde (698073-149976) som SMHI kallar för Utloppet av Västra Rotsjön. Medelhöjden är 378 meter över havet och ytan är 10,55 kvadratkilometer. Det finns inga avrinningsområden uppströms utan avrinningsområdet är högsta punkten. Vattendraget som avvattnar avrinningsområdet har biflödesordning 4, vilket innebär att vattnet flödar genom totalt 4 vattendrag innan det når havet efter 152 kilometer. Avrinningsområdet består mestadels av skog (67 procent) och sankmarker (25 procent). Avrinningsområdet har 0,34 kvadratkilometer vattenytor vilket ger det en sjöprocent på 3,2 procent.